# Hirokazu Yagi
Hirokazu Yagi (jap. 八木弘和; Yagi Hirokazu, ur. 26 grudnia 1959 w Yoichi) – japoński skoczek narciarski i trener, srebrny medalista olimpijski (1980).

## Przebieg kariery
Zaczął trenować skoki w wieku 12 lat. Mając 20 lat wziął udział w igrzyskach olimpijskich w Lake Placid, gdzie zdobył srebrny medal na skoczni normalnej ex aequo z Manfredem Deckertem. Lepszy od Japończyka i Deckerta okazał się tylko Toni Innauer. Było to największe osiągnięcie w jego karierze. Na tych samych igrzyskach zajął także 19. miejsce dużym obiekcie.
W 1982 wystąpił na mistrzostwach świata w Oslo, zajmując 31. miejsce na skoczni normalnej oraz 43. miejsce na dużej. Dwa lata później, na igrzyskach w Sarajewie zajął 55. miejsce na normalnej skoczni, a na dużej ponownie był dziewiętnasty. Startował także na mistrzostwach świata w lotach w Planicy w 1979 oraz na mistrzostwach świata w lotach w Oberstdorfie w 1981, zajmując odpowiednio czternaste i ósme miejsce.
Najlepsze wyniki w Pucharze Świata osiągnął w sezonie 1979/1980, kiedy to zajął czwarte miejsce w klasyfikacji generalnej. Bezpośrednio wyprzedził go Stanisław Bobak, który zgromadził 13 punktów więcej. Po igrzyskach w 1984 postanowił zakończyć karierę i poświęcić się pracy trenerskiej. Najbardziej znanymi jego wychowankami są Kazuyoshi Funaki i Kazuya Yoshioka.

## Igrzyska olimpijskie
| Miejsce | Dzień     | Rok  | Miejscowość | Konkurs                         | Wynik     | Strata    | Zwycięzca      |
| ------- | --------- | ---- | ----------- | ------------------------------- | --------- | --------- | -------------- |
| 2.      | 17 lutego | 1980 | Lake Placid | Skocznia normalna indywidualnie | 249.2 pkt | -17.1 pkt | Toni Innauer   |
| 19.     | 23 lutego | 1980 | Lake Placid | Skocznia duża indywidualnie     | 220.2 pkt | -50.8 pkt | Jouko Törmänen |
| 55.     | 12 lutego | 1984 | Sarajewo    | Skocznia normalna indywidualnie | 133.2 pkt | -82.0 pkt | Jens Weißflog  |
| 19.     | 18 lutego | 1984 | Sarajewo    | Skocznia duża indywidualnie     | 179.8 pkt | -51.4 pkt | Matti Nykänen  |

## Mistrzostwa świata
| Miejsce | Dzień     | Rok  | Miejscowość | Konkurs                         | Wynik     | Strata     | Zwycięzca     |
| ------- | --------- | ---- | ----------- | ------------------------------- | --------- | ---------- | ------------- |
| 31.     | 21 lutego | 1982 | Oslo        | Skocznia normalna indywidualnie | 216.3 pkt | -33.0 pkt  | Armin Kogler  |
| 8.      | 26 lutego | 1982 | Oslo        | Skocznia duża drużynowo         | 603.7 pkt | -114.8 pkt | Norwegia      |
| 43.     | 28 lutego | 1982 | Oslo        | Skocznia duża indywidualnie     | 185.3 pkt | -72.6 pkt  | Matti Nykänen |

## Mistrzostwa świata w lotach
| Miejsce | Dzień     | Rok  | Miejscowość | Konkurs            | Wynik     | Strata     | Zwycięzca      |
| ------- | --------- | ---- | ----------- | ------------------ | --------- | ---------- | -------------- |
| 14.     | 17 marca  | 1979 | Planica     | Loty indywidualnie | 641.5 pkt | -100.0 pkt | Armin Kogler   |
| 8.      | 27 lutego | 1981 | Oberstdorf  | Loty indywidualnie | 932.5 pkt | -268.5 pkt | Jari Puikkonen |

## Puchar Świata

### Miejsca w klasyfikacji generalnej
- sezon 1979/1980: 4.
- sezon 1980/1981: 57.
- sezon 1981/1982: 55.
- sezon 1983/1984: 69.

### Miejsca na podium chronologicznie
| Nr | Data             | Miejscowość         | Skocznia  | Nota      | Lok. | Strata   | Zwycięzca        |
| -- | ---------------- | ------------------- | --------- | --------- | ---- | -------- | ---------------- |
| 1. | 12 stycznia 1980 | Sapporo             | Ōkurayama | 268.7 pkt | 1.   | -        | -                |
| 2. | 13 stycznia 1980 | Sapporo             | Ōkurayama | 251.0 pkt | 2.   | -4.1 pkt | Masahiro Akimoto |
| 3. | 24 marca 1980    | Szczyrbskie Jezioro | MS 1970 A | ?         | 3.   | ?        | Masahiro Akimoto |